# 中村信博 (アナウンサー)
中村 信博（なかむら のぶひろ、1987年4月24日 - ）は、NHKのアナウンサー。

## 人物
香川県高松市出身。高松市立四番丁小学校、高松市立城内中学校、香川県立高松高等学校卒業後、2浪を経て東京大学文学部卒業後、2012年に入局。

## 嗜好・挿話
- 高校3年生時に第77回選抜高等学校野球大会に出場。ポジションは捕手で背番号は14。試合の出場は無く、初戦敗退。
- また東京大学野球部で平成以降2人目の甲子園出場経験者であった[4][5]。
- 東京大学野球部では2年次に捕手から投手に転向するも、肘を痛めて現役を断念して学生コーチを務めた[4][5]。
- リーグ戦では偵察メンバーでスタメンに名を連ねたことはあったが、実際の出場は無かった。
- 出身地である四国では徳島以外の3県に赴任している。

## 現在の担当番組
- 香川県のニュース
- 各種スポーツ中継（サッカー・高校野球など）

## 過去の担当番組
高知放送局時代（2012年度 - 2016年度）
- 高知県のニュース
- 着信御礼!ケータイ大喜利（2013年4月6日、2014年3月1日）
- あさイチ（2014年5月22日、2015年6月11日） - 「JAPA-NAVI」ナビゲーター
- 民謡をたずねて（2014年6月）
- ここはふるさと 旅するラジオ（2014年9月15日 - 9月18日）

津放送局時代（2017年度 - 2020年8月）
- 三重県の中継・リポート
- ほっとイブニングみえ（隔週・キャスター、2017年度）
- まるっと!みえ（隔週・キャスター、2018年4月 - 2020年8月）

松山放送局時代（2020年9月 - 2023年7月）
- 愛媛県・四国地方のニュース[6]
- おはよう四国[7]
- ひめポン!（コーナー担当）
- ひめポン!845

高松放送局時代（2023年8月 - ）
- 第60回全国大学ラグビー選手権 決勝 「帝京」対「明治」（2024年1月13日） - ラジオ実況
- 第29回全国都道府県対抗男子駅伝（2024年1月21日） - バイクリポート
- ゆう6かがわ
  - 漆原輝の代理キャスター（2024年4月30日 - 5月2日、9月16日 - 17日、12月23日）
- プロ野球2024「広島」対「ロッテ」[8]（2024年6月8日）ラジオ実況